# 山下宅治
山下 宅治（やました たくじ、1874年 - 1959年）は、愛媛県八幡浜生まれの公民権運動家。さまざまな社会的・法的障壁のあった時代に、在米アジア人にとっての三大障壁すなわち市民権取得、職業参入、土地所有における障壁に自ら立ち向かった。

## 経歴
1893年、宇和島明倫館を1年で修了し渡米。残されている写真などによると、タコマ高校を2年で卒業後、ワシントン大学法学部に第2期生として入学。1902年に同大学を卒業し法学士号を取得、抜群の成績でワシントン州の司法試験に合格する。1906年にアメリカ市民権を取得。
山下の弁護士開業申請に対しワシントン州最高裁は「帰化関連法に照らして、日本出生者には市民権認定の資格があるか疑わしい」とする命令を出した。山下は命令を不服として本人訴訟によりワシントン州最高裁に上訴、28ページの弁論趣意書を提出した。この趣意書は「職業法律家としての高い水準」に達しておりまた「きわめて独自の」法廷戦略を含むと評されているが、最高裁は全員一致で「山下にはアメリカ人たる資格がなく、よって弁護士開業は不可」とする決定を行った。この決定は山下の死後、上訴から99年を経た2001年3月1日に覆され、山下の弁護士資格が認められることになった。
1922年には、アジア人の土地所有を禁じた外国人土地法を不服として再び上訴。ワシントン州法務長官は「日本人がアメリカ社会に適応するにはその『顕著な身体的特徴』を廃する必要があり、ニグロ（Negro）、インディアン、シナ人（Chinaman）についてはすでに同化が不可能であると証明されている」と主張した。連邦最高裁で審理されたこの「山下宅治対ヒンクル」訴訟においても、山下の主張は認められなかった。ワシントン州の外国人土地法が廃止されたのは1966年のことである。  
その後はシアトルとブレマートンでレストランとホテルを経営、シルバーデールでカキの養殖事業を行った。第二次世界大戦中には妻とともに強制収容され、資産のほとんどを失った。一家でツールレイク強制収容所、マンザナール強制収容所、ミニドカ強制収容所に収容され、戦後釈放されてシアトルに戻ったが、1957年日本に帰国、2年たらずで死去した。